# Mordella nigricornis
Mordella nigricornis is een keversoort uit de familie spartelkevers (Mordellidae). De wetenschappelijke naam van de soort is voor het eerst geldig gepubliceerd in 1931 door Shchegolvera-Barovskaya.